# Long Island Sound

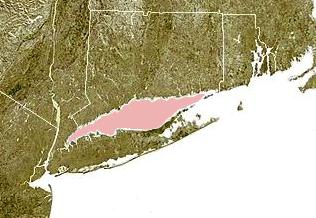
Satellietfoto met de Long Island Sound in roze aangegeven

Long Island Sound is een zeegat en estuarium van meerdere rivieren aan de Atlantische Oceaan tussen Connecticut en Long Island. De rivier de Connecticut mondt uit in de Long Island Sound. 
Aan de westkant wordt de Sound begrensd door Westchester County, New York en the Bronx. De Sound is aan de westkant verbonden met de East River. Van oost naar west is het 177 kilometer lang en de grootste breedte is 34 km. De diepte varieert tussen de 20 en 70 meter.
De Sound werd voor het eerst beschreven door de Nederlandse zeevaarder Adriaen Block, naar wie Block Island, in de Block Island Sound aan de oostkant van de Long Island Sound vernoemd is.